# Raffaello Vignali
Raffaello Vignali (Bologna, 10 aprile 1963) è un politico italiano.

## Biografia

### Studi ed attività accademica
Frequenta il Collegio San Luigi dei Padri Barnabiti a Bologna dove consegue la Maturità classica. Si laurea con lode in Filosofia all'Università di Bologna, con una tesi su: Cristianesimo e ideologia, (relatore il prof. Gianfranco Morra), in seguito svolge l'attività di ricerca e di didattica presso il Dipartimento di Sociologia (Facoltà di Scienze Politiche) dell'Università di Bologna, occupandosi di sociologia dell'organizzazione e di sociologia economica.
All'inizio del 1997 viene chiamato dal prof. Adriano De Maio all'Istituto Regionale di Ricerca della Lombardia (IReR), dove svolge studi inerenti agli assetti e ai processi istituzionali, territoriali, economici e sociali, finalizzati all'attività di programmazione della Regione Lombardia. Dall'aprile del 1999 al giugno 2004 è stato Direttore generale dell'Istituto stesso, continuando a svolgere attività di ricerca.
Negli anni accademici dal 2004 al 2006 ha tenuto corsi di Management dell'innovazione presso il Politecnico di Milano, Polo di Lecco e nell'anno successivo ha insegnato: Management della ricerca pubblica e dell'alta formazione sempre presso il Politecnico di Milano, Polo di Milano Campus Leonardo.

### Attività imprenditoriale
Dal 2000 al 2003 è stato membro del Consiglio di Amministrazione dell'Università degli Studi di Milano-Bicocca.
Nel settembre 2003 viene eletto Presidente della Compagnia delle Opere, carica che lascerà nel marzo 2008 in seguito all'elezione alla Camera dei deputati. Nel periodo della sua presidenza, partecipa come fondatore alla costituzione di CDO Jerusalem., 
- Dal 2003 al 2007 membro del Comitato Scientifico della Fondazione Politecnico di Milano.
- Dal 2004 al 2007 membro del Consiglio di Amministrazione della Fondazione AVSI.
- Dal 2002 al 2008 membro del Consiglio di Amministrazione della casa editrice Marietti.[4]

### Attività politica

#### Elezione a deputato
Alle elezioni politiche del 2008 figura nelle candidature del PDL nella circoscrizione Lombardia 2. Viene eletto alla Camera dei deputati ed appena insediato, il 21 maggio 2008, entra a far parte della X Commissione Attività produttive, Commercio e Turismo della Camera dei Deputati, nella quale ricopre la carica di vice presidente della Commissione stessa,
Dal 19 ottobre 2010 è un membro della Commissione Parlamentare di inchiesta sui fenomeni della contraffazione e della pirateria in campo commerciale.
Dall'ottobre 2010 al novembre 2011 ricopre la carica di consigliere per le politiche delle piccole e medie imprese per il Ministro per lo Sviluppo Economico guidato da Paolo Romani.
Nel gennaio 2011 viene designato componente della Fondazione per l'Innovazione Tecnologica Cotec in rappresentanza del Ministero dello Sviluppo Economico.
Il 16 novembre 2013, con la sospensione delle attività del Popolo della Libertà, aderisce al Nuovo Centrodestra guidato da Angelino Alfano.

### Progetti di Legge
È stato l'estensore dello Statuto delle Imprese, diventato Legge di Stato l'11 novembre 2011, n.180. Norme per la tutela della libertà d'impresa, Statuto delle imprese, pubblicata sulla Gazzetta Ufficiale del 14 novembre 2011, n.265.

## Opere
- Impresa è innovazione, con Adriano De Maio, edizioni Atlantide, 2005.
- Eppur si muove. Innovazione e piccola impresa, Milano, Guerini e Associati, 2006. ISBN 978-88-8335-795-4
- Rapporto su Fondazioni di origine bancaria e finanziamento della ricerca, 2007.
- Rapporto sulle Fondazione per la sussidiarietà, Osservatorio sull'innovazione delle piccole imprese italiane, 2007.
- Giuseppe Tovini. Dall'amicizia all'azione, dall'azione all'amicizia, Milano, edizioni Itaca, 2008. ISBN 978-88-526-0181-1
- Con-correre per competere. Le Reti d?Impresa tra territorio e globalizzazione (con Paolo Preti), Milano, Gruppo24Ore, 2013. ISBN 978-88-6345-465-9